# Радикальна полімеризація
Радика́льна полімериза́ція (англ. free-radical polymerization) — полімеризація, що є ланцюговим процесом, при якій носіями кінетичних ланцюгів у елементарних стадіях зародження, росту й обриву ланцюгів є радикали. Така полімеризація відбувається шляхом нарощування полімерного ланцюга внаслідок взаємодії мономера з макрорадикалами. Початково радикали генеруються ініціаторами — сполуками, здатними до гомолітичного термічного чи фотолітичного розкладу, або окисно-відновними ініціюючими системами. У випадку полімеризації мономера М у присутності ініціатора I, що відбувається за механізмом:
I → r· (ki)
r· + M → rM· (k)
rM· + nM → r(M)nM· (kp)
2r(M)nM· → молекули (kt).
Швидкість реакції (W) описується виразом: W = kp(ki[I]/2kt)1/2[M].